# Parang (holme)
Parang är en holme i Mikronesiska federationen.   Den ligger i kommunen Ettal Municipality och delstaten Chuuk, i den västra delen av landet, 500 km väster om huvudstaden Palikir. Parang ligger 18 meter över havet. Arean är 0,47 kvadratkilometer.
Terrängen på Parang är mycket platt. Öns högsta punkt är 22 meter över havet. Den sträcker sig 0,9 kilometer i nord-sydlig riktning, och 1,1 kilometer i öst-västlig riktning.